# Oligoaeschna pseudosumatrana
Oligoaeschna pseudosumatrana – gatunek ważki z rodziny żagnicowatych (Aeshnidae).